# Макан-баджамба

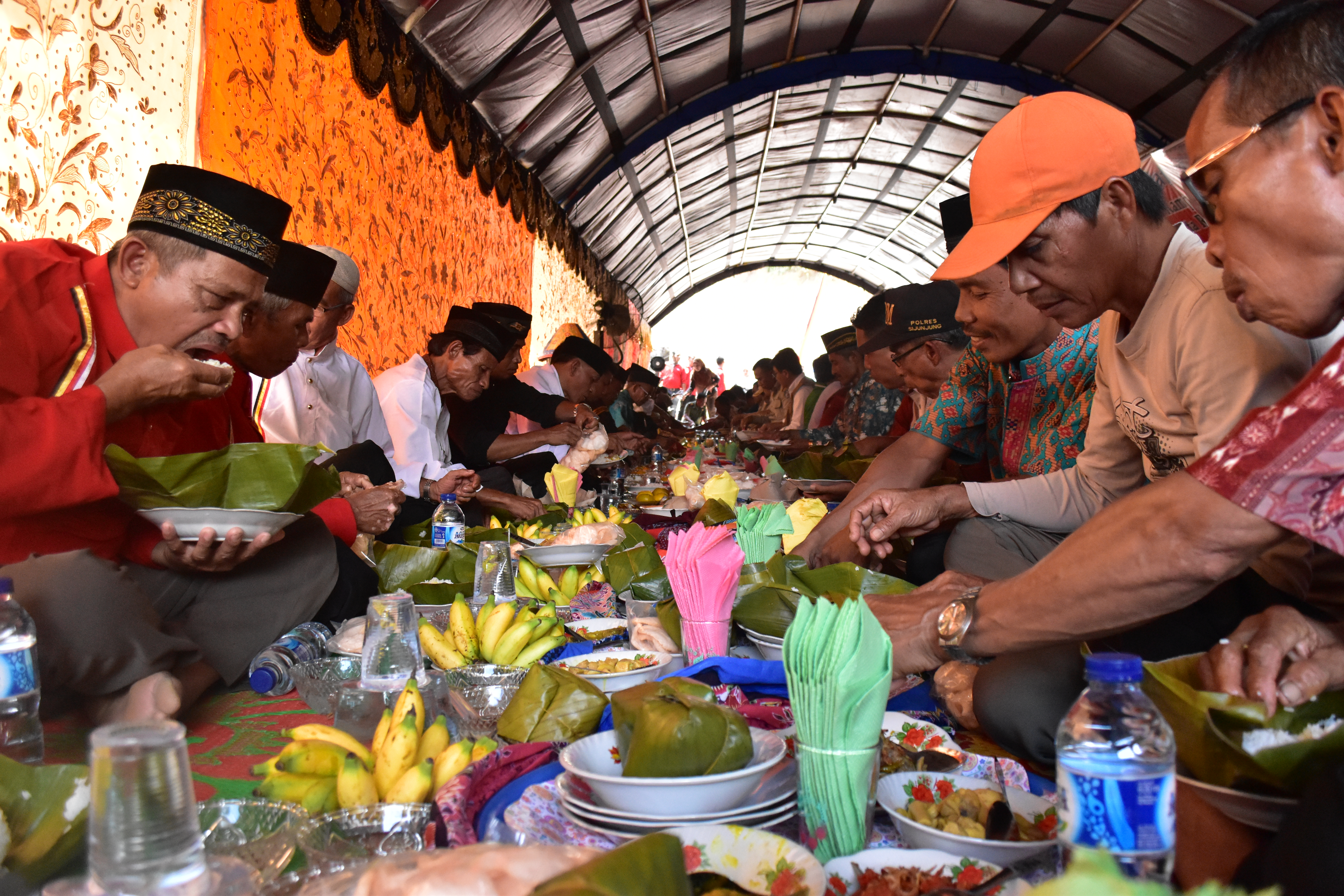
Макан-баджамба — традиционное застолье минангкабау

Ма́кан-баджа́мба (индон. и мин. makan bajamba — «совместная трапеза») — коллективное застолье, принятое у индонезийского народа минангкабау по случаям праздников и других важных общественных событий. Проводится в соответствии со старинными традициями местной культуры питания: блюда падангской кухни сервируются на полу либо на земле, столовые приборы европейского образца не используются — участники трапезы едят руками.
Макан-баджамба бывают весьма многолюдными — с участием сотен или даже тысяч гостей. Как правило, они проводятся в каком-то общественном помещении или на открытом воздухе. Для доставки угощений к месту трапезы собирается торжественная процессия, состоящая из женщин, которые несут подносы с едой на головах.

## Происхождение, распространение и этимология названия

Ареал расселения народа минангкабау на Суматре

Возникновение обычая макан-баджамба связывается с распространением среди минангкабау ислама, которое началось в конце VII века: именно к этому периоду индонезийские историки относят первые случаи подобных коллективных трапез, объединявших приверженцев новой религии. Переход в мусульманство всей этой народности, населяющей западные и центральные районы острова Суматра, занял несколько столетий, в силу чего введение макан-баджамба в широкий обиход относится к периоду позднего средневековья.
К моменту проникновения на территорию Индонезии европейских колонизаторов макан-баджамба уже была неотъемлемой частью общественной жизни минангкабау, и она до сих пор остаётся таковой в полной мере. Изначально подобные коллективные застолья проводились исключительно по случаям исламских праздников, однако со временем поводы для них стали более разнообразными. В XXI столетии макан-баджамба приурочивают как к религиозным, так и к светским торжествам, а также к различным общественным, политическим, культурным и корпоративным мероприятиям. Более того, эти трапезы нередко организуют для посещающих соответствующие районы Суматры туристов либо почётных гостей.
Название «ма́кан-баджа́мба» обычно принято переводить как «совместная трапеза», однако его буквальное значение несколько сложнее. Если слово «макан» (индон. и мин. makan), действительно, означает «еда», «трапеза» — как на языке минангкабау, так и по-индонезийски, то «баджамба» сформировано из двух слов минангкабау: «ба» — «вместе» и «джа́мба», которым называется традиционное большое круглое блюдо, используемое для подношения угощений. Таким образом это словосочетание можно перевести примерно как «однокорытная еда». Наряду с «макан-баджамба» коллективные трапезы минангкабау иногда называются «ма́кан-барапа́к» — это словосочетание как раз и означает «совместная трапеза».

## Подготовка трапезы
Макан-баджамба может проводиться в домашних условиях, однако чаще такие коллективные застолья устраивают в каком-то общественном помещении, либо на природе — обычно в специально установленных для этого шатрах или под навесами. В зависимости от характера мероприятия и особенностей его организации, угощения могут готовиться в складчину по домам либо заказываться в заведениях общественного питания. В любом случае, их доставка к месту трапезы сама по себе является весьма значимым общественным мероприятием, торжественной и зрелищной прелюдией пиршества.
Для отправки кушаний на макан-баджамба собирается процессия, состоящая из женщин всех возрастов, которые наряжаются в традиционные праздничные одеяния. Из тарелок с угощениями формируются типовые сеты, обычно состоящие из 4—5 кушаний и непременно включающие большую порцию варёного риса, которые расставляют на джамбах — больших круглых посудинах с невысокими бортами, представляющих собой нечто среднее между блюдом и подносом. Иногда для раскладки кушаний внутри джамбы используются не обычные тарелки, а особые составные менажницы: центральной частью таких сервизов служит круглая чаша для риса, вокруг которой по принципу секторов расставляются трапециевидные миски, внешний край которых образует окружность.

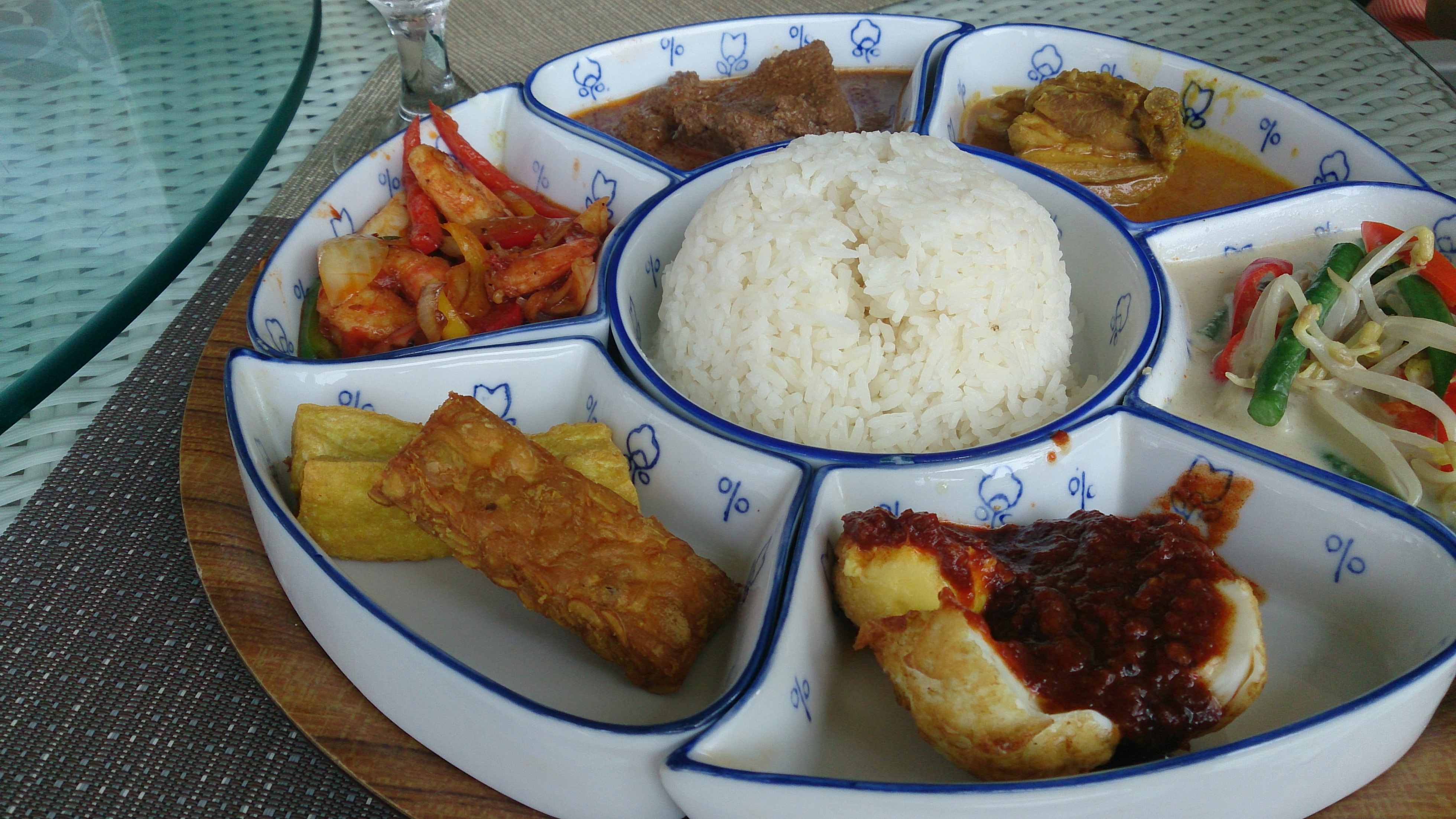
Для переноски и сервировки кушаний иногда используются составные менажницы

Для макан-баджамба не предусмотрено приготовления каких-то особых блюд. Угощениями на коллективных застольях служат классические, традиционные кушанья национальной кухни минангкабау — падангской кухни, главным образом, различные виды рендангов, гулаев и баладо. Выбор блюд зависит от кулинарных традиций местности, где проводится трапеза, а также от материальных возможностей организаторов мероприятия. По-существу в кулинарном плане единственным отличием макан-баджамба от обычного обеда или ужина является непременное наличие сладостей или фруктов. Алкогольные напитки, как и за обычными трапезами, не подаются никогда: минангкабау в огромном большинстве являются весьма ревностными мусульманами и строго соблюдают исламские пищевые запреты.
Наборы яств, предназначенных для макан-баджамба, накрывают пальмовыми листьями, а поверх них дулама́ками (мин. dulamak) — специальными прямоугольными покрывалами из плотной ткани. Дуламаки традиционно бывают чёрными или тёмно-красными либо же сочетают в своей окраске оба этих цвета и расшиваются золотым шитьём. Водрузив накрытые джамбы с едой на головы, женщины несут их к месту трапезы. Длина таких процессий зависит от количества приглашённых на угощение: перед особо крупными застольями шествия женщин могут растягиваться на сотни метров или даже на несколько километров, и обычно привлекают многочисленных зрителей. Прибыв к назначенному месту, женщины сервируют еду на коврах или скатертях, которые расстилают прямо на полу или на земле, либо же на специальном невысоком длинном настиле. Такая традиция строго сохраняется несмотря на то, что в обычные дни значительная часть современных минангкабау — особенно в городах — принимает пищу за обеденными столами.

## Проведение трапезы

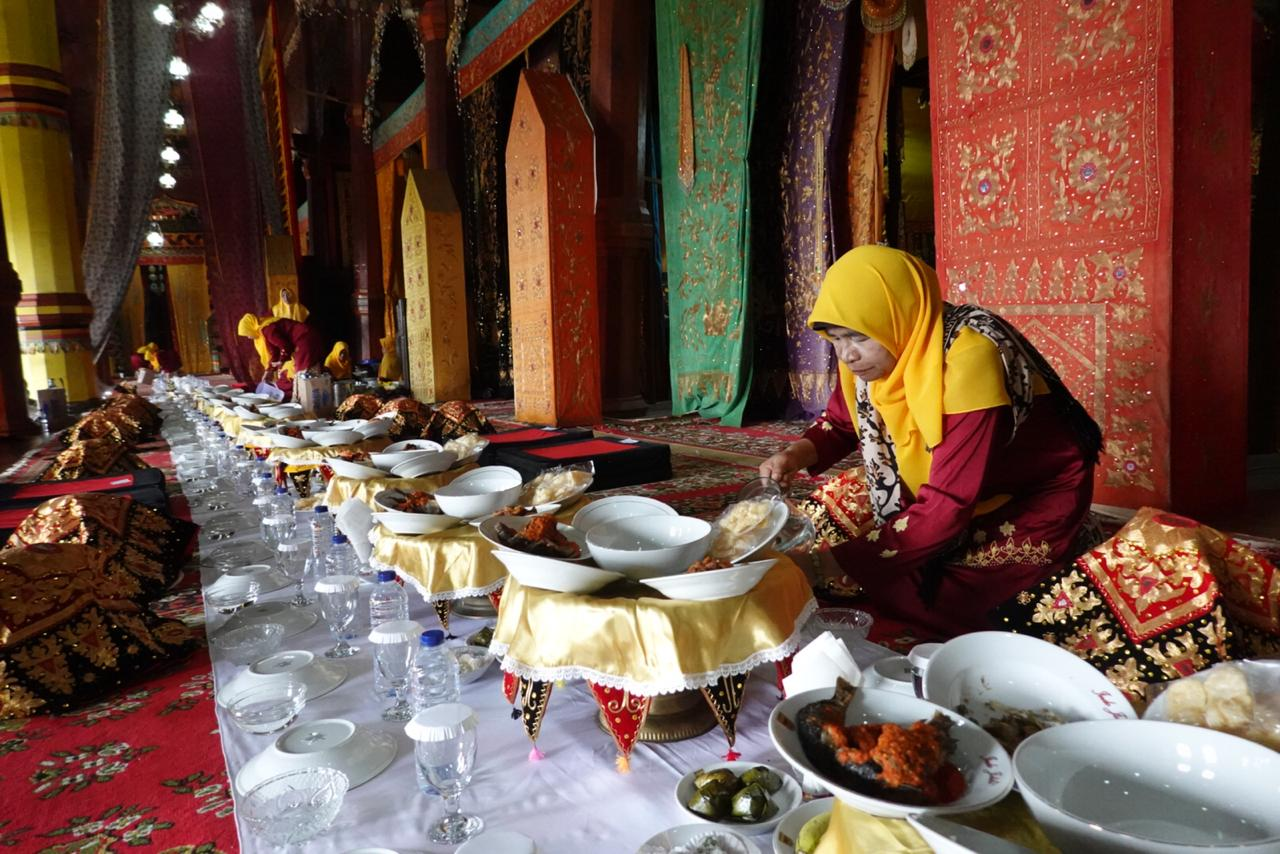
Сервировка макан-баджамба

Участники трапезы усаживаются непосредственно на пол или на землю. На небольших коллективных трапезах они могут сидеть по периметру ковра или скатерти, однако на сколь-либо масштабных макан-баджамба едоки располагаются двумя рядами друг напротив друга. В застольях обычно принимают участие как мужчины, так и женщины, однако бывают и сугубо мужские либо сугубо женские трапезы. Представители разных полов сидят в соответствии с традиционным этикетом минангкабау: мужчины — «по-турецки», скрестив ноги, женщины — «по-японски», опустившись на колени. Перед каждой группой гостей сервируется однотипный набор угощений, рассчитанный, как правило, на 6—8 человек. Эти наборы могут выставляться прямо в джамбах, в которых были принесены: если джамбы снабжены высокими основаниями, они фактически выполняют роль мини-столиков, а дуламаки служат дополнительными скатертями. Однако нередко тарелки перемещаются с джамб непосредственно на скатерть или ковёр.
Несмотря на то, что за обычными трапезами очень многие минангкабау пользуются столовыми приборами европейского образца — ложкой и вилкой, в ходе макан-баджамба принимать пищу принято только по-старинке — руками. Кроме того, в отличие от обычных повседневных трапез рис не разделяется между едоками по тарелкам — каждая группа гостей берёт его непосредственно из большого блюда, стоящего посреди набора кушаний. Это считается принципиальной особенностью макан-баджамба, призванной служить главной цели такого застолья — единению участников. Вообще, социальному аспекту макан-баджамба минангкабау традиционно придают большое значение: в их среде принято акцентировать то обстоятельство, что такие застолья объединяют людей вне зависимости от их общественного положения и достатка, сводя их вместе за одинаковым для всех угощением.
Важным моментом, предваряющим начало трапезы — будь то макан-баджамба по случаю исламского праздника или какого-то светского торжества или общественного события — является чтение выдержек из Корана, приличествующие поводу. Их могут оглашать как представители мусульманского духовенства, так и хозяева застолья либо наиболее уважаемые гости. После коранических цитат нередко звучат пантуны — короткие стихотворные произведения, весьма популярные среди минангкабау. Кроме того, застолья, посвящённые радостным событиям, обычно предваряют выступления певцов, музыкантов или танцоров.
Участники макан-баджамба, сидя длинными рядами, фактически разбиваются на группы, объединяющие по 3—4 пары визави, на каждую из которых приходится единый типовой набор угощений. В ходе трапезы обычно строго соблюдаются правила обеденного этикета минангкабау. Старшие по возрасту участники застолья первыми вкушают угощения и первыми пользуются чашами для омовения рук — кабо́канами (мин. kabokan). Дурным тоном считается менять положение блюд или забирать слишком большую порцию понравившегося кушанья. К концу трапезы все угощения полагается съесть без остатка: обратное может быть расценено как проявление недовольства или неуважения к организаторам застолья.
Макан-баджамба могут быть весьма многолюдными — особенно, если такое мероприятие проводится при поддержке местных властей. Так, в 2006 году администрацией Савахлунто в ознаменование 123-летия основания этого западносуматранского города было организовано застолье, собравшее 16 332 человека — бо́льшую часть взрослых горожан. Эта трапеза зафиксирована Индонезийским музеем мировых рекордов как макан-баджамба с наибольшим количеством участников.